# How?
"How?" es una canción de John Lennon incluida en su segundo álbum de estudio Imagine, lanzado en 1971. Es una canción inspirada en la contemplación Terapia Primal que él estaba experimentando con su esposa Yoko Ono, donde se enfrentó a muchas preguntas personales como "¿Cómo puedo seguir adelante cuando no sé qué camino está enfrentando?". Esta canción también muestra sus pensamientos sobre el mundo en general (por ejemplo, "Y el mundo es tan difícil, a veces siento que he tenido suficiente").
El sonido de "How?" es típico de varias de las canciones de Imagine, incluyendo el tema que da título y "Jealous Guy", con Lennon en el piano y sonido de cuerda, algo que no se había presentado en su anterior álbum John Lennon/Plastic Ono Band.

## Versiones
- La canción fue tocada por la banda Stereophonics y lanzada como un lado B de la canción "Handbags and Gladrags".
- Ozzy Osbourne también ha lanzado una versión de esta canción en apoyo de Amnistía Internacional en la misma semana en la que John Lennon habría llegado a su cumpleaños número 70, este grabó un vídeo musical en las calles de Nueva York para promocionar el sencillo. Osbourne ha mencionado que la canción de Lennon "Imagine"(del mismo álbum que "How?") le sirvió de inspiración para su canción "Dreamer".